# Staitz
Staitz war eine kreisangehörige Gemeinde im Landkreis Greiz in Thüringen. Am 1. Dezember 2011 wurde sie ein Teil der Landgemeinde Stadt Auma-Weidatal.
Der Name „Staitz“ kommt wahrscheinlich aus dem Sorbischen und ist wohl an das Wort „Stav“ (= Teich) angelehnt. Erstmals urkundlich erwähnt wurde der Ort am 22. Juli 1283, als Heinrich der Ältere, Vogt von Weida, dem Kloster Cronschwitz einen von Heinrich von Lohma gekauften Zins in Staitz bestätigte. Auch Wolfgang Kahl bestätigt diese urkundliche Ersterwähnung des Dorfes Staitz. In alten Unterlagen wurde Staitz auch als ein „Dorf mit vielen Fuhrleuten“ bezeichnet.

## Geografie
Staitz liegt im Thüringer Schiefergebirge unweit der Weidatalsperre. Am Ostrand des bebauten Gebiets verläuft der 12. Längengrad. Staitz liegt in einer leichten Hanglage.

## Geschichte
In Staitz gab es drei Mühlen:
- Die Franzenmühle. Der erste Müller wurde 1609 erwähnt
- Die Bermichsmühle bei Staitz. Der erste Müller wurde 1533 erwähnt
- Die Erzmühle Staitz. Der erste Müller wurde 1556 erwähnt[2]

Der Bau der ersten Kirche erfolgte vermutlich 1521.
Noch heute ist an der Südseite des Turmes das „Vorhangbogenfenster“ mit der Inschrift „Anno Domin – m§v und XXI“ erhalten.
Im Jahre 1812 brannte ein Teil des Dorfes einschließlich der Kirche und der Schule ab, wobei auch drei Kirchenglocken zerstört wurden. Bereits 1813 konnte aus dem teils wieder gesammelten Metall eine neue Kirchenglocke von den Gebrüdern Ulrich zu Laucha und Apolda hergestellt werden. Sie trägt noch heute die Inschrift: „Gott segne und erhalte Staitz“. Im Jahre 1816 wurde die neu erbaute Kirche eingeweiht.
Am 10. April 1852 erhielt der Ort ein neues Siegel. Das Wappen zeigt die „Drei Linden“, die auf Beschluss des Gemeinderates gepflanzt wurden. 1975 wurden erneut drei Linden am Parkplatz (ehemals Scheunenteich) als Ersatz gepflanzt.
Unweit des Ortes befindet sich die Weidatalsperre (erbaut 1951 bis 1956).
Das Ortszentrum befindet sich im Dorfzentrum am Dorfplatz. Es diente früher als Schule, anschließend als Kindergarten und wird heute zum Teil bewohnt.
Vor dem Bau der Talsperre wurden Ausgrabungen zur Sicherung und Dokumentation der Burganlage, die sogenannte Fliehburg, die als Bodendenkmal anerkannt ist, durchgeführt.
Bis zum 3. Januar 1996 war Staitz ein Mitglied der Verwaltungsgemeinschaft Weidatal, danach gehörte die Gemeinde zur Verwaltungsgemeinschaft Auma-Weidatal. Am 1. Dezember 2011 schlossen sich die Stadt Auma und die Gemeinden Braunsdorf, Göhren-Döhlen, Staitz und Wiebelsdorf zur Landgemeinde Stadt Auma-Weidatal zusammen.

### Einwohnerentwicklung
Entwicklung der Einwohnerzahl (Stand jeweils 31. Dezember):
| - 1994: 305 - 1995: 293 - 1996: 302 - 1997: 296 - 1998: 308 - 1999: 309 | - 2000: 322 - 2001: 314 - 2002: 319 - 2003: 328 - 2004: 331 - 2005: 324 | - 2006: 327 - 2007: 315 - 2008: 299 - 2009: 293 - 2010: 278 |

 Datenquelle: Thüringer Landesamt für Statistik

## Kultur und Sehenswürdigkeiten

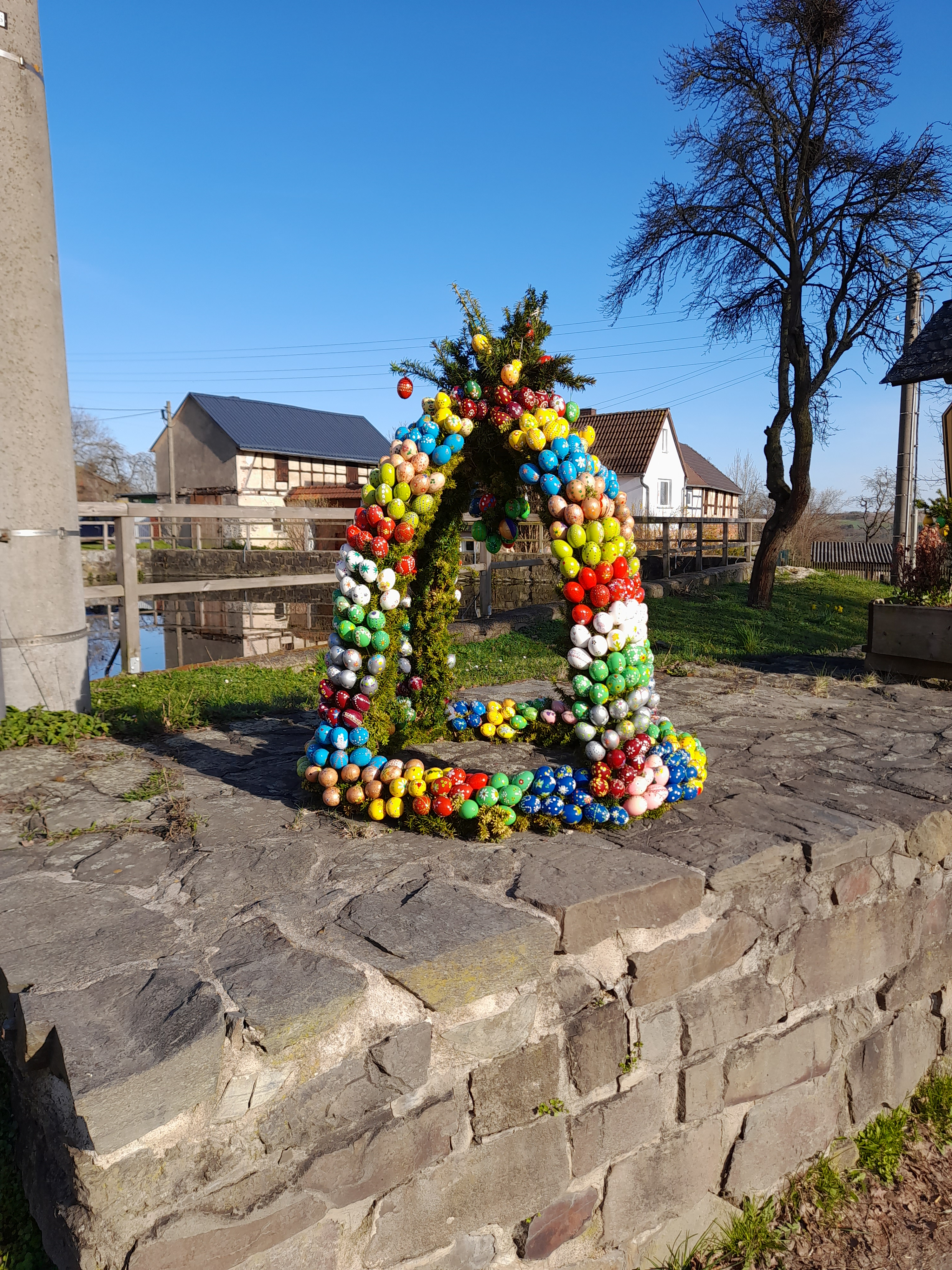
Osterkrone Staitz

Sehenswürdigkeiten sind die historische Kirche, die Weidatalsperre, die Bermichsmühle und das Denkmal der Gefallenen des Ersten und Zweiten Weltkrieges.
Im Ort bestehen die Gastwirtschaft „Zum Taubenschlag“ sowie der örtliche Kegelverein und der Feuerwehrverein. Jährliches Maibaumstellen (inkl. Maifeuer), sowie ein Fest des in Staitz befindlichen landwirtschaftlichen Großbetriebs sind Höhepunkte des Ortslebens. Häufig finden auch Fußballspiele auf dem Fußballplatz statt. Ganz in der Nähe, in Döhlen, findet das alljährliche Weidatalfest statt.

## Sport
In Staitz befindet sich ein Fußballplatz an der Einfahrt zum Neubaugebiet. Zudem durchfährt die alljährliche Thüringenrundfahrt der Frauen die Ortschaft.

## Wirtschaft und Infrastruktur
Unternehmen, die das Bild der Gemeinde Staitz prägen, sind die ERVEMA agrar GmbH, die Agrarhandelsgesellschaft „Aumatal“ und weitere kleinere landwirtschaftliche Betriebe von Wiedereinrichtern sowie Handwerksbetriebe.
Im Gewerbegebiet „In der Muschke“ ist seit 1998 die Firma TRIBOTEC GmbH ansässig. Dies ist ein Spezialbetrieb für Verschleiß- und Korrosionsschutz, besonders für Förderschnecken und Pressanlagen der Papier-, Ziegel- und Keramikindustrie.
Dienstleistungsunternehmen finden sich in Staitz nicht. Es befinden sich zwei Bushaltestellen in Staitz mit Anbindung nach Auma und Triebes.

## Persönlichkeiten
- Georg Kresse besuchte Staitz des Öfteren.

## Finanzielle Situation
Verschuldung der ehemaligen Gemeinde Staitz in EUR (Stand jeweils 31. Dezember):
- 2004: 954.000
- 2005: 916.000
- 2006: 871.000
- 2007: 818.000
- 2008: 784.000
- 2009: 748.000

 Datenquelle: Thüringer Landesamt für Statistik